# Battaglia del Suriname
La battaglia del Suriname fu uno scontro tra la Repubblica Batava dei Paesi Bassi ed il Regno Unito per il controllo della colonia del Suriname, il 5 maggio 1804.
La colonia, difesa da una guarnigione olandese, venne catturata il 5 maggio 1804 da uno squadrone di 31 navi inglesi con a bordo 500 soldati al comando di Sir Samuel Hood e Sir Charles Green. A seguito della cattura della colonia, Green venne nominato governatore generale del Suriname britannico. L’occupazione inglese del Suriname durò dieci anni.